# Nephus guttulatus
Nephus guttulatus är en skalbaggsart som först beskrevs av Leconte 1852.  Nephus guttulatus ingår i släktet Nephus och familjen nyckelpigor. Inga underarter finns listade i Catalogue of Life.